# Bathybagrus tetranema
Bathybagrus tetranema là một loài cá thuộc họ Claroteidae. Nó là loài đặc hữu của Zambia. Môi trường sống tự nhiên của chúng là hồ nước ngọt. Các loài khác đã từng xếp vào chi Bathybagrus, nhưng hiện chỉ có một loài trong Bathybagrus.